# يوهان جورج أوقست جاليتي
يوهان جورج أوقست جاليتي (بالألمانية: Johann Georg August Galletti)‏ هو مؤرخ وجغرافي ألماني، ولد في 19 أغسطس 1750 في آلتنبورغ في ألمانيا، وتوفي في 16 مارس 1828 في غوتا في ألمانيا.